# もりすた!
『もりすた!』は、NHK仙台放送局が制作していた東北ブロック向けの地域情報番組である。

## 概要
2018年4月4日放送開始。
東北地方のお得な情報・話題などをお届けする。番組名は放送が行われる仙台局のオープンスタジオ「杜（もり）のスタジオ」に由来する。
『ひるはぴ』をリニューアルした番組であり、本番組から、前番組まで設定されていた各県ローカル枠が全廃された（全編東北ブロック枠）。
オープニングテーマ曲は go!go!vanillasの「エマ」。
最初は30分番組だったが、2019年度（2019年4月3日 - ）からは10分番組となった。

## 番組の終焉
2025年3月17日に終了予定だったが国会中継を放送するため、前週の3月14日の放送で事実上最終回を迎えた。

## 放送時間
- 月曜 - 金曜 11:45 - 11:54（2019年4月3日 - ）
  - なお、緊急警報放送の試験放送実施時は1分短縮の11:53までとなる。
  - また、国会中継・スポーツ中継（主に高校野球・大リーグ・オリンピックなど）放送時や重大な気象事案発生時、緊急・重大ニュース発生時は番組が休止されたり、途中打ち切りとなる。

### 過去の放送時間
- 月曜 - 金曜 11:30 - 12:00（2018年4月4日 - 2019年3月22日）
  - ただし、EPG上の放送時間は、11:30 - 11:54までで、11:54 - 12:00は「気象情報」と表示された。

## 出演者

### 終了時点
キャスター
- 内藤美穂（2021年4月 - 2025年3月）[6]
- 赤坂理菜（2024年4月 - 2025年3月）[6]

### 過去
キャスター
- 森下絵理香（NHKアナウンサー、2018年4月4日 - 2019年3月22日）
- 村田奈央（2019年4月 - 2021年3月、2018年度はリポーター）[7]
- 猪股真衣（2019年4月 - 2024年3月）

リポーター
- 森本万里奈
- 中原美香